# De dónde soy
«De dónde soy» es una canción de Thalía, lanzada como el quinto sencillo de su álbum Amor a la mexicana.

## Versiones
1. Álbum Versión
2. Portugués Versión

## Listas musicales

### Posición en lista
| Lista (1998)              | Posición alcanzada |
| ------------------------- | ------------------ |
| Monitor Latino General    | 1                  |
| Monitor Latino Pop        | 1                  |
| Monitor Latino Pop AC     | 15                 |
| Billboard Hot Latin Songs | 24                 |
| Billboard Latin Pop Songs | 5                  |